# 4995 Грифин
4995 Грифин (енгл. 4995 Griffin) је Марсов тројански астероид са средњом удаљеношћу од Сунца која износи 2,340 астрономских јединица (АЈ).
Апсолутна магнитуда астероида је 13,0.